# Eduardo Martínez Balmaseda
Eduardo Martínez Balmaseda (Logroño, 5 de mayo de 1990) es un exjugador español de baloncesto profesional, que ocupa la posición de alero.

## Trayectoria deportiva
Formado en las categorías inferiores del CB Las Gaunas, CB Clavijo y FC Barcelona, recaló finalmente en el Estudiantes, club con el que debutó en Liga ACB en la temporada 2010/11.
Seguidamente inició un amplio recorrido por diversos clubes de LEB Oro, comenzando en las filas del CB Breogán en 2012/13 para después firmar en 2013/14 con Club Ourense Baloncesto. En este club repitió en la temporada 2014/15, en la que se proclamó subcampeón de LEB Oro (logrando el primer ascenso a la máxima categoría de los tres que atesora) con una media de 5.9 puntos por partido y destacando  especialmente su 46% de acierto desde la línea de 6,75 metros.
En 2015/16 firma con San Pablo Burgos, disputando dos temporadas en LEB Oro y logrando el ascenso a Liga ACB en 2016/17, contribuyendo al mismo decisivamente con medias de 10 puntos y un 46% de acierto en tiros de 3 puntos. Permaneció en la plantilla del club burgalés en la temporada 2017/18 en Liga ACB, disputando 30 encuentros con medias de 4.8 puntos. 
En la temporada 2018/19 firma con el Bilbao Basket, de nuevo en LEB Oro, y logra con el club vasco su tercer ascenso a ACB. Promedió casi 5 puntos por encuentro. 
En la campaña 2019-2020 se enrola en las filas del Club Ourense Baloncesto, jugando 24 partidos de liga en los que promedió 8,2 puntos y 3,1 rebotes en 23.5 minutos. 
El 16 de julio de 2020 firma por el CB Lucentum Alicante de la Liga LEB Oro durante la temporada 2020/21, acreditando una media de 6.6 puntos por encuentro. 
El 5 de agosto de 2021 firma por el Club Baloncesto Clavijo de LEB Plata, pero apenas cuatro días más tarde anunció que haría efectiva la cláusula contractual que le permitía abandonar el club si recibía una oferta de algún equipo de superior categoría, lo cual sucedió, firmando definitivamente por el CB Almansa de LEB Oro.
El 21 de mayo de 2023, anuncia su retirada como jugador en activo.